# Motorola Moto E

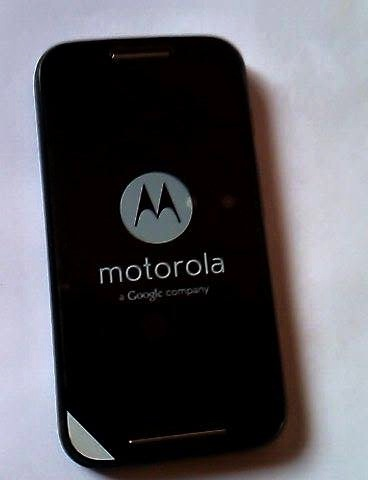
Motorola Moto E.

Motorola Moto E est la série de smartphones d'entrée de gamme de Motorola, la première génération a été commercialisée en 2014. Ils sont contemporains des gammes Motorola Moto G (milieu de gamme) et Moto X (haut de gamme).
La série Moto E est livrée avec un "Android Stock", c'est-à-dire Android tel quel conçu par Google, sans surcouche graphique qui serait ajoutée par Motorola. Ces téléphones ont aussi la particularité de ne pas contenir de bloatwares.

L'un des atouts des Moto E est que le fabricant fournit souvent la mise à jour vers la version Android suivant celle qui était installée d'origine (encore vrai en 2017). C'est rarement le cas parmi les autres marques proposant de l'entrée de gamme.

C'est aussi l'un des smartphones d'entrée de gamme souvent supporté par les OS alternatifs tels que LineageOS.

## Historique
La marque "Moto" appartient à l'entreprise américaine Motorola Mobility, elle-même propriété depuis 2014 de l'entreprise chinoise Lenovo.
En 2017, la marque lance un nouveau segment de smartphones : "Moto C (en)", située en dessous de "Moto E" en termes de prix et de performances. Elle est principalement destinée aux pays émergents.

## Comparaison des générations
|                                  | 1re gen                                                                      | 2e gen | 3e gen                   | 4e                      | 5e             | 6e                | 7e                            |
| -------------------------------- | ---------------------------------------------------------------------------- | --- | ------------------------ | ----------------------- | -------------- | ----------------- | ----------------------------- |
| Année de sortie                  | 2014                                                                         | 2015 | 2016                     | 2017                    | 2018           | 2019              | 2020                          |
| Affichage (pouces)               | 4.3                                                                          | 4.5 | 5                        | E4ː 5 E4 Plusː 5,5      | 5,7            | 6,1               | 6,5                           |
| Mémoire vive                     | 1 GO                                                                         | 1 GO | 1 GO                     | 2 GO                    | 2 GO           | 2/4 Go            | 2/4 Go E7+: 4 Go              |
| Espace de stockage               | 4 GO                                                                         | 8 GO | 8 GO                     | 16 GO                   | 16 GO          | 32/64 Go          | 32/64 E7+: 64                 |
| Réseau maxi                      | 3G                                                                           | 2 modèles existent (3G ou 4G) | 4G-LTE                   | 4G-LTE ?                | 4G-LTE         | 4G-LTE            | 4G-LTE                        |
| Processeur                       | Snapdragon 200                                                               | 4G : Snapdragon 410 3G : Snapdragon 200 | MediaTek MT6753P à 1 GHz | MediaTek MT6737 1,3 GHz | Snapdragon 425 | MediaTek Helio P2 | Helio G25 E7+: Snapdragon 460 |
| Flash                            | Non                                                                          | Non | Non                      | Oui                     | Oui            | Oui               | Oui                           |
| Version Android                  | 4.4.4 KitKat (au départ). Remarque : v7 possible via LineageOS v14.1 (2017). | 5.0.2 Lollipop (au départ). Mise à niveau en v6.00 disponible, après des incertitudes. Remarque : v7 possible via LineageOS v14.1 (2017) pour le 3G et le 4G. | 6.0                      | 7.1.1                   | 8.0            | 9                 | 10                            |
| Capacité de la batterie (en mAh) | 1980                                                                         | 2390 | 2800                     | 2800 E4 Plusː 5000      | 4000           | 3000              | 4000 E7+: 5000                |
| Batterie amovible                | Non                                                                          | Non | Oui                      | Oui                     | Non            |                   | Non                           |
| Torsion vers caméra              | Non                                                                          | Oui | ?                        | ?                       | Oui            |                   |                               |
| Nom de code                      | Condor                                                                       | Otus (3G) / Surnia (4G) | ?                        | ?                       | ?              |                   |                               |

Ces smartphones ont tous une caméra avant en plus de celle de derrière.